# Tầm Vu (xã)
Tầm Vu là một xã thuộc tỉnh Tây Ninh, Việt Nam.

## Địa lý
Xã Tầm Vu có vị trí địa lý:
- Phía đông giáp xã Vàm Cỏ và xã Thuận Mỹ.
- Phía tây giáp xã Vĩnh Công.
- Phía nam giáp xã Mỹ Tịnh An thuộc tỉnh Đồng Tháp và xã An Lục Long.
- Phía bắc giáp xã Tân Trụ.

Xã Tầm Vu có diện tích tự nhiên là 43,5 km², quy mô dân số năm 2025 là 35.956 người.

## Lịch sử
Sau ngày 30 tháng 4 năm 1975, địa bàn xã Tầm Vu hiện nay vốn là các xã Hiệp Thạnh, Phú Ngãi Trị, Phước Tân Hưng và một phần xã Dương Xuân Hội thuộc huyện Châu Thành, tỉnh Long An.
Ngày 20 tháng 9 năm 1975, Bộ Chính trị Ban Chấp hành Trung ương Đảng Lao động Việt Nam ban hành Nghị quyết số 245-NQ/TW về việc bỏ khu, hợp tỉnh. Theo đó, dự kiến hợp nhất những tỉnh Mỹ Tho, Gò Công, Long An và Bến Tre thành một tỉnh mới, tỉnh được hợp lại sẽ đề nghị Nhà nước quyết định tên và và tỉnh lỵ của tỉnh mới.
Ngày 20 tháng 12 năm 1975, Bộ Chính trị Ban Chấp hành Trung ương Đảng Lao động Việt Nam ban hành Nghị quyết số 19/NQ về việc điều chỉnh hợp nhất một số tỉnh ở miền Nam. Theo đó, dự kiến hợp nhất các tỉnh Long An và Kiến Tường thành một tỉnh mới.
Ngày 24 tháng 2 năm 1976, Hội đồng Chính phủ Cách mạng lâm thời Cộng hòa miền Nam Việt Nam ban hành Nghị định về việc giải thể khu, hợp nhất tỉnh ở miền Nam Việt Nam. Theo đó, địa giới tỉnh Long An (mới) gồm tỉnh Long An (cũ) và tỉnh Kiến Tường.
Ngày 11 tháng 3 năm 1977, Hội đồng Chính phủ ban hành Quyết định số 54-CP về việc hợp nhất một số huyện thuộc tỉnh Long An. Theo đó, hợp nhất huyện Châu Thành và huyện Tân Trụ thành một huyện lấy tên là huyện Tân Châu, các xã Hiệp Thạnh, Phú Ngãi Trị, Phước Tân Hưng và một phần xã Dương Xuân Hội thuộc huyện Tân Châu.
Ngày 19 tháng 9 năm 1980, Hội đồng Bộ trưởng ban hành Quyết định số 298-CP về việc chia huyện Mộc Hóa thuộc tỉnh Long An thành huyện Mộc Hóa và huyện Tân Thạnh và đổi tên huyện Tân Châu cùng tỉnh thành huyện Vàm Cỏ. Theo đó, đổi tên huyện Tân Châu thành huyện Vàm Cỏ, các xã Hiệp Thạnh, Phú Ngãi Trị, Phước Tân Hưng và một phần xã Dương Xuân Hội thuộc huyện Vàm Cỏ.
Ngày 4 tháng 4 năm 1989, Hội đồng Bộ trưởng ban hành Quyết định số 36-HĐBT về việc phân vạch địa giới hành chính huyện Vàm Cỏ thuộc tỉnh Long An. Theo đó, chia huyện Vàm Cỏ thuộc tỉnh Long An thành hai huyện lấy tên là huyện Châu Thành và huyện Tân Trụ, các xã Hiệp Thạnh, Phú Ngãi Trị, Phước Tân Hưng và một phần xã Dương Xuân Hội thuộc huyện Châu Thành.
Ngày 23 tháng 11 năm 1991, Ban Tổ chức - Cán bộ Chính phủ ban hành Quyết định số 607-TCCP về việc phân vạch, điều chỉnh địa giới xã và thành lập thị trấn thuộc các huyện Đức Huệ, Châu Thành, Tân Trụ, Vĩnh Hưng, tỉnh Long An. Theo đó, tách 264 ha diện tích tự nhiên và 3.854 nhân khẩu của xã Dương Xuân Hội; 78,43 ha diện tích tự nhiên và 2.225 nhân khẩu của xã Hiệp Thạnh để thành lập thị trấn Tầm Vu (thị trấn huyện lỵ của huyện Châu Thành).
Thị trấn Tầm Vu được thành lập trên cơ sở toàn bộ diện tích và dân số của 2 ấp Hội Xuân và Phú Thạnh cùng một phần diện tích và dân số của ấp Hồi Xuân thuộc xã Dương Xuân Hội. Sau khi thành lập thị trấn, tách ấp Hội Xuân để thành lập khóm 1 (nay là khu phố 1) và ấp Hội Xuân mới, tách ấp Hồi Xuân thành lập khóm 2 (nay là khu phố 2) và ấp Hồi Xuân mới, tách ấp Phú Thạnh thành lập khóm 3 (nay là khu phố 3) và ấp Phú Thạnh mới.
Ngày 29 tháng 3 năm 2019, các ấp còn lại của thị trấn Tầm Vu được chuyển đổi thành khu phố.
Ngày 18 tháng 7 năm 2019, Hội đồng nhân dân tỉnh Long An ban hành Nghị quyết số 43/NQ-HĐND về việc sắp xếp ấp, khu phố thuộc xã, phường, thị trấn trên địa bàn tỉnh Long An. Theo đó:
- Sáp nhập toàn bộ diện tích tự nhiên và dân số của Ấp 3 vào Ấp 2 và lấy tên là ấp Bình Ân; sáp nhập toàn bộ diện tích tự nhiên và dân số của Ấp 9 vào Ấp 7 và lấy tên là ấp An Bình thuộc Hiệp Thạnh, huyện Châu Thành.
- Sáp nhập toàn bộ diện tích tự nhiên và dân số của Ấp 6 vào Ấp 8 và lấy tên là Ấp 8 thuộc xã Phước Tân Hưng, huyện Châu Thành.

Ngày 12 tháng 6 năm 2025, Quốc hội khóa XV ban hành Nghị quyết số 202/2025/QH15 về việc sắp xếp đơn vị hành chính cấp tỉnh. Theo đó, sắp xếp toàn bộ diện tích tự nhiên, quy mô dân số của tỉnh Long An và tỉnh Tây Ninh thành tỉnh mới có tên gọi là tỉnh Tây Ninh.
Trước khi sắp xếp:
- Thị trấn Tầm Vu có diện tích tự nhiên là 3,47 km², quy mô dân số năm 2025 là 7.809 người[13] với 6 khu phố: 1, 2, 3, Hồi Xuân, Hội Xuân, Phú Thạnh[14][15].
- Xã Hiệp Thạnh có diện tích tự nhiên là 13 km², quy mô dân số năm 2025 là 9.600 người[13] với 7 ấp: 1, 4, 5, 6, 8, An Bình, Bình Ân[16][17].
- Xã Phú Ngãi Trị có diện tích tự nhiên là 13,27 km², quy mô dân số năm 2025 là 8.983 người[13] với 5 ấp: Ái Ngãi, Bình Trị 1, Bình Trị 2, Phú Xuân 1, Phú Xuân 2[18][19].
- Xã Phước Tân Hưng có diện tích tự nhiên là 13,76 km², quy mô dân số năm 2025 là 9.564 người[13] với 6 ấp: 1, 2, 4, 5, 7, 8[20][21].

Ngày 16 tháng 6 năm 2025, Ủy ban Thường vụ Quốc hội khóa XV ban hành Nghị quyết số 1682/NQ-UBTVQH15 của Ủy ban Thường vụ Quốc hội khóa XV về việc sắp xếp các đơn vị hành chính cấp xã của tỉnh Tây Ninh năm 2025. Theo đó, sắp xếp toàn bộ diện tích tự nhiên, quy mô dân số của thị trấn Tầm Vu và các xã Hiệp Thạnh (huyện Châu Thành), Phú Ngãi Trị, Phước Tân Hưng [huyện Châu Thành, tỉnh Long An] thành xã mới có tên gọi là xã Tầm Vu.

## Xã hội

### Giáo dục
Ở thị trấn Tầm Vu có 2 trường mầm non: Tầm Vu (công lập), Minh Hằng (dân lập); 1 trường tiểu học: Tiểu học thị trấn Tầm Vu ; 1 trường trung học cơ sở: THCS thị trấn Tầm Vu; 1 THPT: THPT Nguyễn Thông và Trung tâm GDTX - GDNN huyện Châu Thành.

### Y tế
Bệnh viện đa khoa huyện Châu Thành, Phòng Y tế Châu Thành, Trạm y tế thị trấn Tầm Vu,...

## Văn hóa
Thị trấn Tầm Vu là nơi tổ chức lễ hội làm chay nổi tiếng của vùng Châu Thành - Long An suốt từ hàng trăm năm qua: 
Dù ai buôn bán bộn bề
Làm chay mười sáu nhớ về Tầm Vu.

## Giao thông
Các tuyến đường trên địa bàn thị trấn: 
- Đỗ Tường Phong (Tỉnh lộ 827A đoạn từ Trường THPT Nguyễn Thông đến Vòng xoay Tầm Vu)
- Đỗ Tường Tự (Tỉnh lộ 827A đoạn từ Vòng xoay Tầm Vu đến Ngã 4 Cầu Vuông)[29][30]
- Trần Văn Giàu [30] (Tỉnh lộ 827C đoạn từ Vòng xoay Tầm Vu đến cầu Dựa)[31]
- Cao Văn Lầu (tên cũ: Lò Muối - Cống Đá)
- Phan Văn Đạt
- Nguyễn Thông (tên cũ: Hương lộ 27)
- Dương Thị Hoa (tên cũ: Chiến Lược)
- 30 tháng 4
- Đường Vành đai
- Đường cầu Lò muối
- Đường cầu Ông Cưỡng
- Đường Hồi Xuân

Các công trình cầu cống: cầu Thầy Sơn, cầu Tầm Vu, cầu Rạch Chùa, cầu Lò Muối, cầu Phan Văn Đạt, cầu Vuông, cống Đá...